# Schelldorf (Kipfenberg)

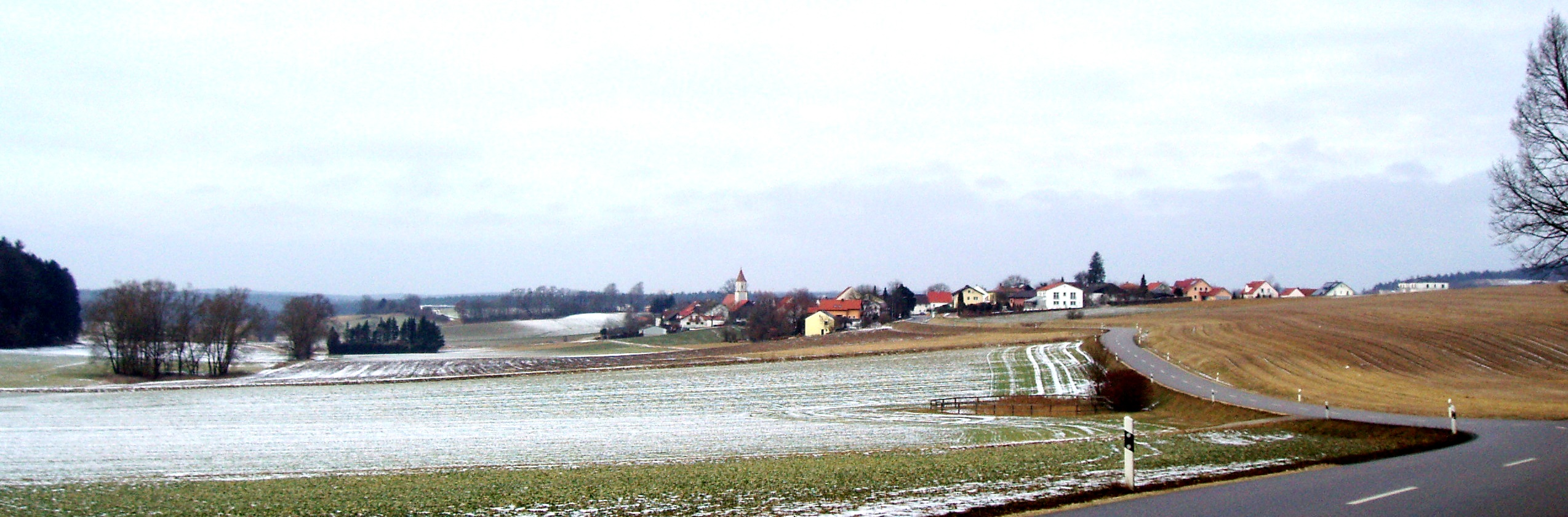
Ortsansicht von Schelldorf

Schelldorf ist ein Ortsteil des Marktes Kipfenberg im oberbayerischen Landkreis Eichstätt.

## Lage
Das Pfarrdorf liegt südlich des Altmühltales und nordöstlich von Gaimersheim auf der Hochfläche der südlichen Frankenalb im Naturpark Altmühltal.

## Geschichte
In der Nähe ist eine keltische Viereckschanze nachgewiesen.
Der Ort wurde erstmals 1055 als „Skeltdorf“ (von Skelo, Zuchthengst?) erwähnt, als Kaiser Heinrich III. ein Gut dem Bischof von Eichstätt übereignete. Unter Bischof Otto (1182–1195) ist eine Kirchenweihe bezeugt. 1301 verkaufte Konrad Kropf von Kipfenberg seinen Schelldorfer Besitz dem Bischof. 1380 wurde Schelldorf Pfarrei. 1487 erfolgte wiederum eine Kirchenweihe. Filialkirchen waren und sind Biberg, Dunsdorf und Krut. Ursprünglich war die Anlage ein Wehrkirchhof; 1563 gab es noch den Kirchgraben, 1602 besaß die Pfarrei vier Doppelhaken-Handfeuerwaffen.
Im Dreißigjährigen Krieg wurde Schelldorf 1645 von kaiserlichen Truppen geplündert; der Pfarrer versah seit 1634 von Ingolstadt aus die Pfarrei. Bis zur Säkularisation gehörte Schelldorf zum unteren Hochstift Eichstätt und darin zum Pfleg- und Kastenamt Kipfenberg. Es gab im Ort eine fürstbischöfliche Forstei.
Bei der Säkularisation kam das untere Hochstift und mit ihm Schelldorf 1802 an Erzherzog Ferdinand III. von Österreich-Toskana und 1806 an Bayern. Dort gehörte das Dorf zum Landgericht Kipfenberg. 1808 bildete Schelldorf zusammen mit Biberg und Krut den Steuerdistrikt Schelldorf. 1818 wurde diese Gemeinde wieder aufgelöst, Schelldorf wurde Gemeinde ohne weitere Ortsteile. 1830 hatte sie 176 Einwohner in 39 Anwesen, 1861 233 Einwohner und 173 Gebäude.
Im Jahr 1967 wurde eine Flurbereinigung durchgeführt. Am 1. Januar 1974 wurde die bis dahin selbstständige Gemeinde Schelldorf im Zuge der Gebietsreform in Bayern in den Markt Kipfenberg eingegliedert.
Im Jahr 1983 lebten 361 Einwohner im Dorf (neben Handwerksbetrieben 8 landwirtschaftliche Vollerwerbs- und 15 Nebenerwerbsbetriebe). Durch Neubaugebiete stieg die Einwohnerzahl auf 660 (2016) an.

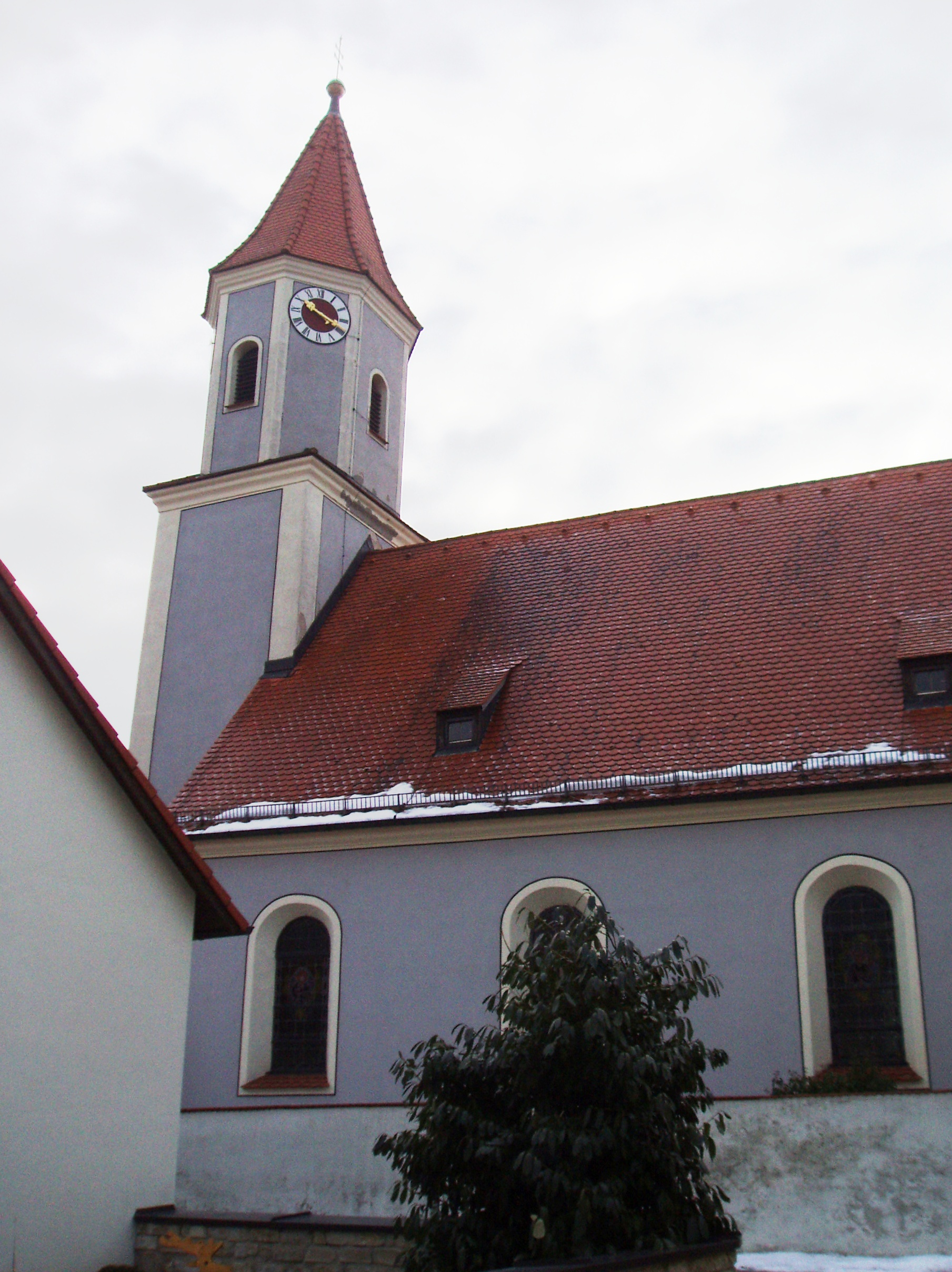
Die alte Pfarrkirche St. Laurentius

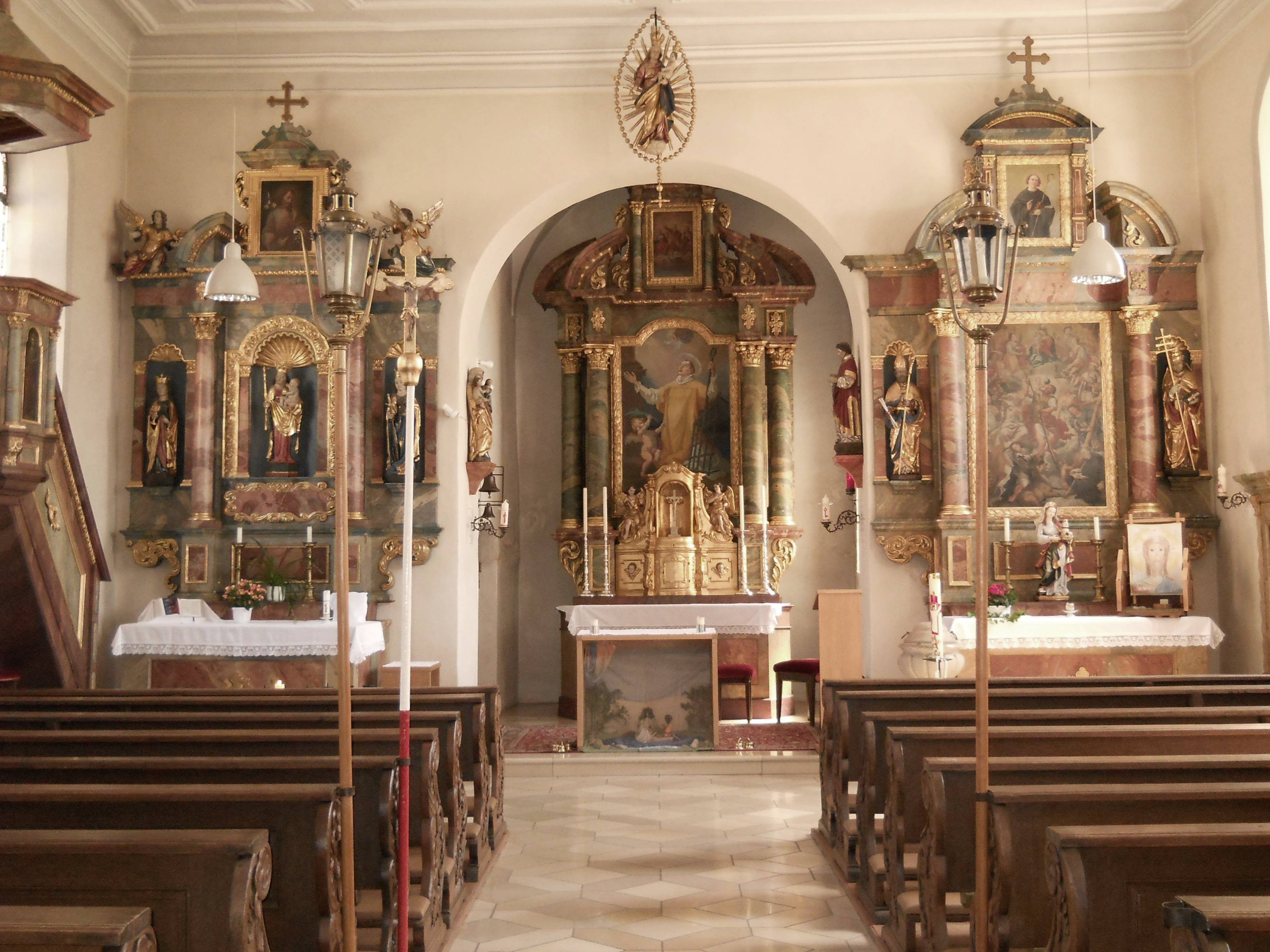
Inneres der alten Pfarrkirche

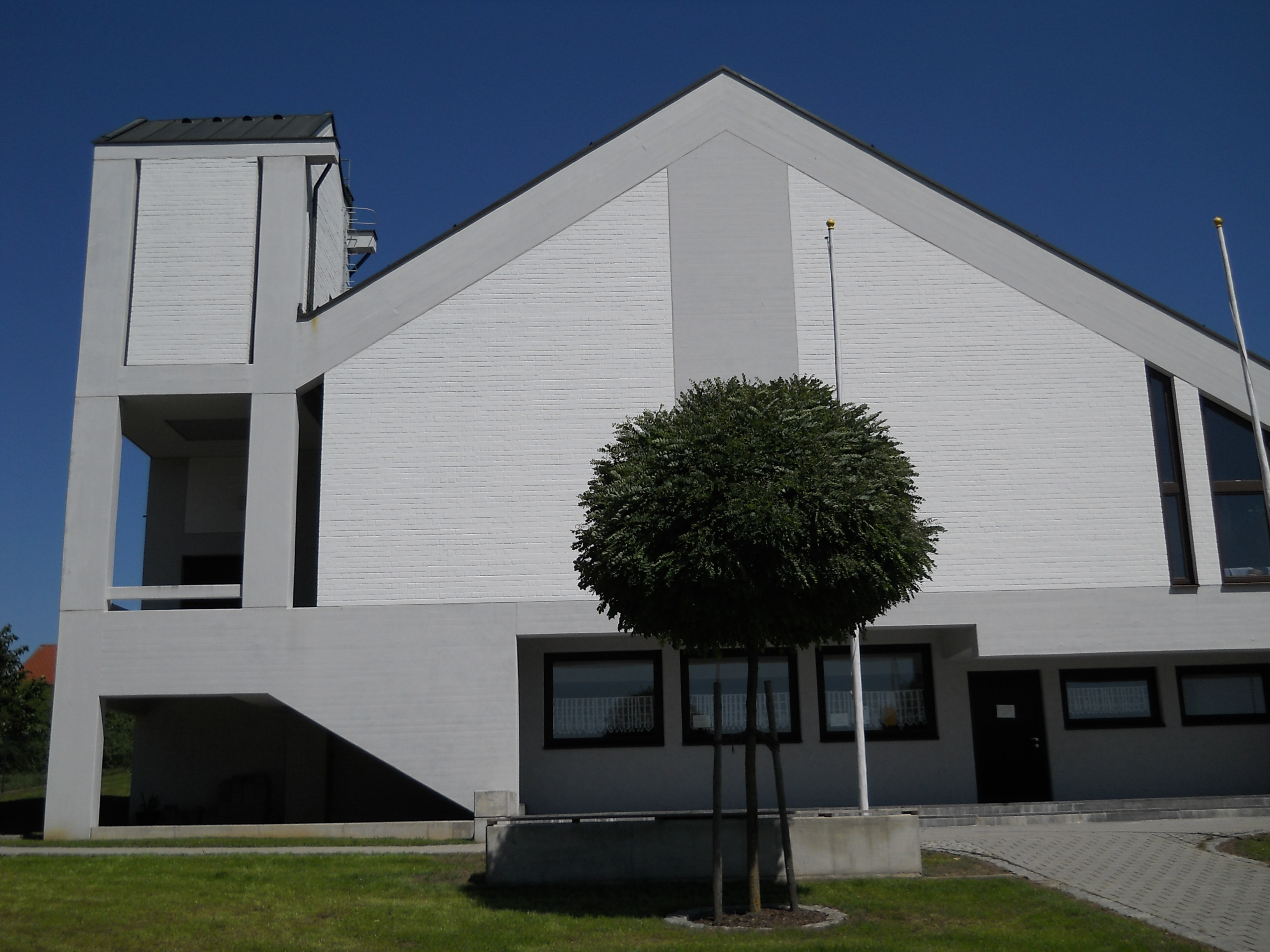
Neue Pfarrkirche

## Kirchen
Der Ort hat zwei katholische Kirchen. Die ehemalige Pfarrkirche St. Laurentius wurde 1711 wohl nach Plänen des Eichstätter Hofbaumeisters Johann Benedikt Ettl neu gebaut und am 17. September 1713 konsekriert. Sie ist vom Typus her eine Chorturmkirche. Die viereckigen Untergeschosse des im Osten stehenden Kirchturms können noch von der romanischen Vorgängerkirche stammen. Das Turmobergeschoss ist oktogonal ausgeführt. Die ursprüngliche Kuppel wurde wahrscheinlich 1781 durch einen achtseitigen Helm ersetzt. Die flache Langhausdecke hat ein stuckiertes Rahmenwerk. Der barocke Hochaltar von 1708 ist viersäulig und zeigt als Altarbild den Kirchenpatron; im Auszug ist die Heiligste Dreifaltigkeit als drei nebeneinander sitzende Männer dargestellt. Die zweisäuligen Seitenaltäre sind ebenfalls von 1708. Der rechte zeigt ein Altarbild mit den Vierzehn Nothelfern. Auf dem linken Seitenaltar stehen spätgotische Figuren der heiligen Barbara und der heiligen Katharina, dazwischen eine spätgotische Maria mit Kind. Weitere spätgotische Figuren stellen den heiligen Sixtus, den heiligen Laurentius und eine Selbdrittgruppe dar. Über dem Chorbogen hängt eine barocke Rosenkranzmadonna. Die barocke Kanzel mit erneuerten Evangelistenbildern stammt vom Ende des 17. Jahrhunderts. Die Glasgemälde im Nazarenerstil wurden 1904 in der Regensburger Hofglasmalerei von Georg Schneider hergestellt.
1972 bis 1973 wurde am Ortsrand die neue Pfarrkirche nach Plänen des Ingolstädter Architekten Hans Zitzelsberger errichtet. Das Geläute stammt aus dem Turm der alten Pfarrkirche. Der Ingolstädter Künstler Pius Eichlinger entwarf das Keramikkreuz. Im Innern sind ein Christus-Korpus sowie die Figuren einer Madonna mit Kind und des hl. Josef von Claudio Raffaelo Righetti zu sehen. Am 11. November 1973 wurde die Kirche durch den Eichstätter Bischof Alois Brems geweiht.
Die katholische Pfarrei Schelldorf gehört zum Dekanat Eichstätt im Bistum Eichstätt.

## Baudenkmäler
Neben der alten Pfarrkirche St. Laurentius stehen in der Ortsflur zwei Wegkapellen, ein Bildstock, ein Wappenstein und die neue Kirche mit ihrer historischen Ausstattung unter Denkmalschutz, siehe Liste der Baudenkmäler in Schelldorf.

## Öffentliche Einrichtungen
In Schelldorf gibt es eine katholische Kreisjugendstelle mit entsprechenden Gebäuden (seit 1973; Sitz eines Regionaljugendseelsorgers), eine Grundschule und einen Kindergarten (2002 erweitert). 2007 wohnten in Schelldorf 443 Katholiken, in der Filiale Biberg 264, in der Filiale Dunsdorf 159 und in der Filiale Krut 67 Katholiken.

## Vereine
- Freiwillige Feuerwehr (gegründet 1890)
- Krieger-, Soldaten- und Kameradschaftsverein (gegründet 1925)
- Rotkreuz-Bereitschaft (Rotkreuzkolonne, gegründet 1961)
- Schützenverein „Waldmeister“ (gegründet 1908)
- Katholische Landjugendbewegung
- Sportclub
- Frauenkreis (gegründet 1984)

## Persönlichkeiten
- Alfred Rottler, Eichstätter Dompropst
- Uli Seidler, Bildhauer, wohnt in Schelldorf.[5]